# Lycée dans le Loiret

Le lycée Pothier, les nouveaux locaux du plus ancien lycée du Loiret

Le département français du Loiret compte 32 lycées se répartissant en 18 lycées d’enseignement général et technologique et 14 lycées d’enseignement professionnel. Le plus ancien d'entre eux est le lycée Pothier d'Orléans, créé en 1803, le plus récent est le lycée du Giennois situé à Gien et mis en service en septembre 2006.
Après un pic à la baisse en 1993, la remontée du nombre de naissances est bien plus importante dans le département du Loiret que dans les autres départements de la région Centre-Val de Loire ; ce phénomène influe sur le nombre d'élèves scolarisés en lycée.

## Histoire

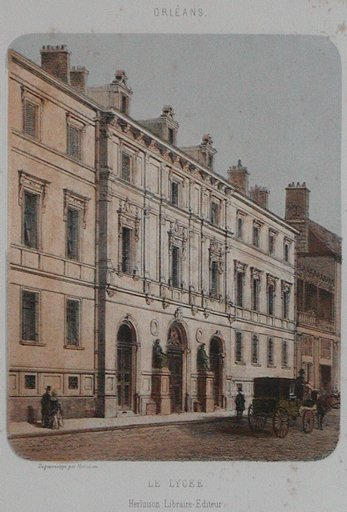
La façade du lycée d'Orléans sur une estampe du XIXe siècle

Créé à l'origine par Napoléon Bonaparte par la loi du 11 floréal de l'an X (1er mai 1802) pour former « l'élite de la nation », le lycée, selon l'expression de Napoléon, fait partie avec le Code civil des « trois blocs de granit ». 
Les lycées ont été créés à partir des plus importantes écoles centrales. Dans le Loiret, le premier lycée créé fut le lycée Pothier en 1803.

## Démographie scolaire

### Évolution 2001-2009

#### Lycées d’enseignement général et technologique
Le département compte 18 lycées d’enseignement général et technologique, parmi lesquels treize sont publics et cinq privés.
En lycée général et technologique, les effectifs sont sept fois plus importants dans l'enseignement public que dans le privé. Après un léger pic observé en 2004, les effectifs sont en constante diminution dans l'enseignement public.
Effectifs scolaires par année en lycée général et technologique public
| 2001 |  | 14380 |  |

| 2002 |  | 14462 |  |

| 2003 |  | 14432 |  |

| 2004 |  | 14667 |  |

| 2005 |  | 14572 |  |

| 2006 |  | 14504 |  |

| 2007 |  | 14281 |  |

| 2008 |  | 13957 |  |

| 2009 |  | 13500 |  |

Effectifs scolaires par année en lycée général et technologique privé
| 2001 |  | 2056 |  |

| 2007 |  | 2105 |  |

| 2008 |  | 1977 |  |

| 2009 |  | 1937 |  |

#### Lycées d’enseignement professionnel

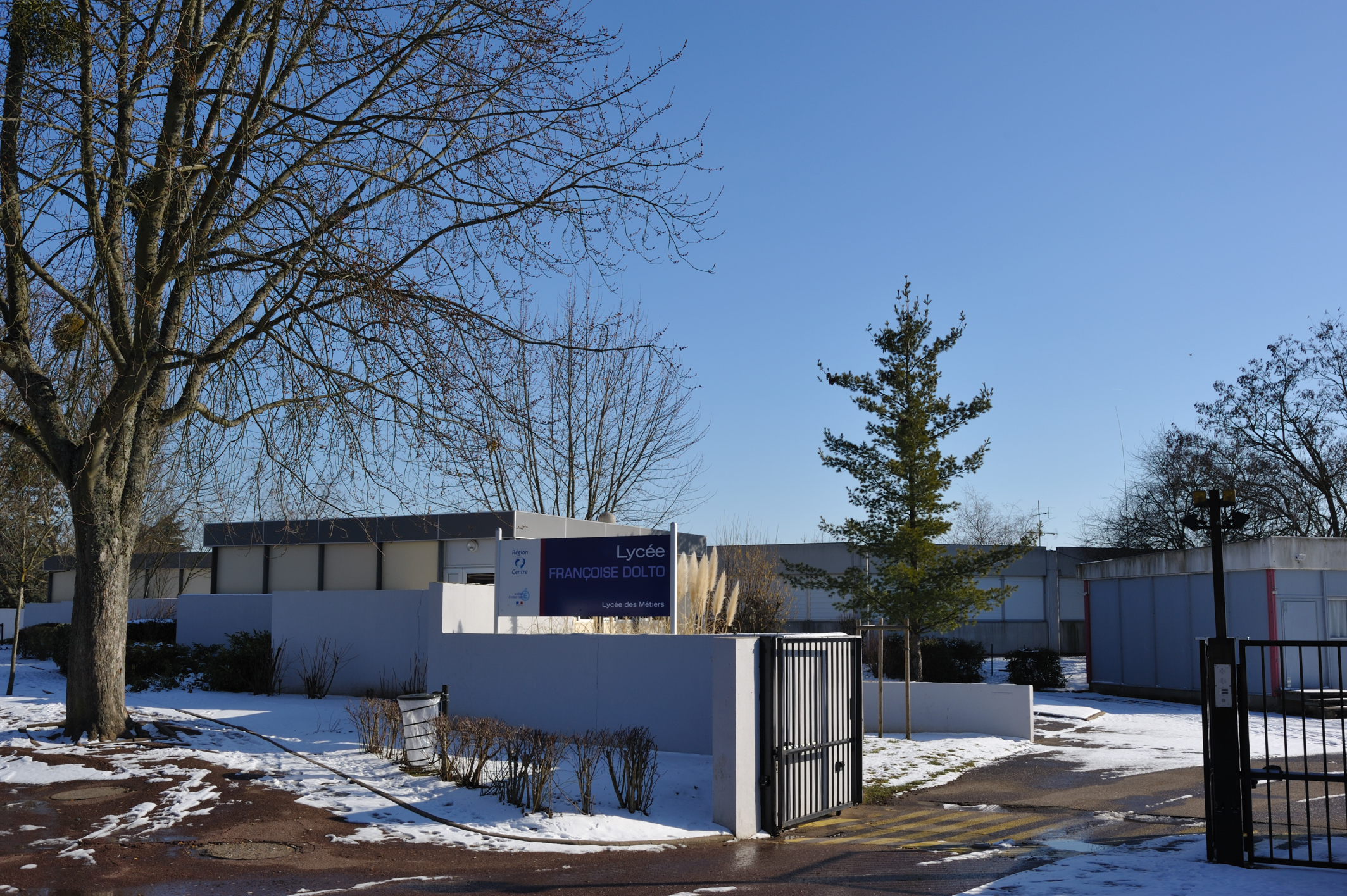
Le lycée professionnel François-Dolto à Olivet

Le département compte 14 lycées d’enseignement professionnel, parmi lesquels onze sont publics et trois privés.
En lycée professionnel, les effectifs sont environ trois fois plus importants dans l'enseignement public que dans le privé. Après un léger pic observé en 2003, les effectifs sont en constante diminution dans l'enseignement public.
Effectifs scolaires par année en lycée professionnel public
| 2001 |  | 5215 |  |

| 2002 |  | 5076 |  |

| 2003 |  | 5148 |  |

| 2004 |  | 5123 |  |

| 2005 |  | 5018 |  |

| 2006 |  | 4874 |  |

| 2007 |  | 4867 |  |

| 2008 |  | 4660 |  |

| 2009 |  | 4590 |  |

Effectifs scolaires par année en lycée professionnel privé
| 2001 |  | 1592 |  |

| 2007 |  | 1807 |  |

| 2008 |  | 1773 |  |

| 2009 |  | 1375 |  |

### Perspectives d’évolution

Évolution des naissances et de la démographie en lycées dans les départements de la Région Centre

La région Centre est caractérisée par un déficit de naissances dans les années 1990 qui conduit à la diminution des effectifs scolaires actuels. On peut ainsi estimer la baisse démographique régionale à près de 8 000 jeunes entre 2004 et 2012. Le département du Loiret accuse ce même déficit de naissances avec un pic à la baisse en 1993, mais connaît ensuite une forte augmentation du nombre de naissances, la plus importante de la région Centre.
En complément à l’adaptation du patrimoine immobilier à cette évolution démographique, le conseil régional a planifié de renforcer les lycées les plus fragiles.
Une mutation des filières devra en outre être opérée pour adapter l’enseignement au marché de l’emploi. Les filières industrielles seront ainsi fortement réduites. A contrario certaines filières comme celles du domaine sanitaire et social ou de la propreté seront développées pour s’adapter à la demande de services à la personne.

## Patrimoine immobilier

Le lycée Benjamin-Franklin d'Orléans

L'inspection académique du Loiret compte 32 lycées répartis sur 15 communes.

### Constructions ou restructurations 2001-2007
De 2001 à 2007, les opérations suivantes de restructurations ou d’extensions de lycées publics ont été réalisées :
- la construction du nouveau lycée du Giennois, mis en service en septembre 2006, (29,2 M€) ;
- la reconstruction des ateliers du lycée professionnel Maréchal-Leclerc à Saint-Jean-de-la-Ruelle, (21,5 M€) ;
- la reconstruction du pôle scientifique du lycée Pothier à Orléans, (18,6 M€) ;
- la construction de l’internat du lycée agricole du Chesnoy à Amilly, (10,6 M€) ;
- la restructuration du pôle scientifique du lycée Benjamin-Franklin à Orléans, (12 M€).

### Programmes spécifiques 2001-2007
La période 2001-2007 a été marquée par plusieurs programmes spécifiques :
- le programme « 30 gymnases » consistant à construire des salles sportives qui a concerné, dans le Loiret, les établissements de Saint-Jean-de-Braye, Montargis et Gien[11] ;
- le câblage systématique et homogène des établissements.

## Politique spécifique de la Région pour les lycées
La politique d’égalité des chances, issue de la loi de 2005, est déclinée sur le plan régional par des actions spécifiques engagées par le conseil régional :
- une facilité d’accès aux stages en entreprises européennes pour les lycéens des sections professionnelles ;
- la création des offres TER Bac + et TER Apprenti pour plus de mobilité ;
- la gratuité des livres et de séjours éducatifs en Europe ;
- l’aide au premier équipement aux élèves entrant en section d’enseignement professionnel ;
- un accès facilité à la culture.